# Hemipyrellia fernandica
Hemipyrellia fernandica är en tvåvingeart som först beskrevs av Macquart 1855.  Hemipyrellia fernandica ingår i släktet Hemipyrellia och familjen spyflugor. Inga underarter finns listade i Catalogue of Life.